# Zoltán Pál Dienes
Zoltán Pál Dienes, (Budapest, 11 septembre 1916 – Wolfville, Nouvelle-Écosse, 11 janvier 2014) est un professeur de mathématiques et pédagogue hongrois. « Mathématicien atypique  », connu pour ses « mathématiques ludiques », il a consacré sa carrière à promouvoir les mathématiques par la manipulation à travers le monde. Il a participé à la création de programmes des écoles élémentaires de plusieurs pays dans les années 1970. Le principe de son enseignement des mathématiques était que les éléments de base des structures mathématiques pouvaient être enseignés sous forme de jeux, d'histoires et de danse dès l'école primaire.
Il est principalement connu pour ses outils d'apprentissages ludiques (blocs logiques, blocs multibases). Il a formé de très nombreux enseignants, intervenant dans les écoles de tous pays et a publié de nombreux articles sur l'approche psychologique de l'apprentissage des mathématiques (psycho-mathématique). 

## Biographie
Zoltán Pál Dienes naît en Autriche-Hongrie en 1916. Son père est le mathématicien-poète Pál Dienes (en) (1882-1952) et sa mère est Valéria Geiger (1879-1978). Formé dès son tout jeune âge par la méthode Montessori, Dienes est amené très tôt à voyager avec sa mère ou son père à travers l'Europe (Autriche, France, Bavière, Italie). Il suit des études secondaires au lycée piariste de Budapest. Vers 1931, il rejoint son père en Angleterre, ce qui le conduit à apprendre l'anglais en quelques semaines, et poursuit ses études à Dartington Hall (en) dans le Devon jusqu'à son diplôme en 1934 Il étudie les mathématiques théoriques et appliquées à l'University College de Londres, ainsi que l'allemand et le latin. Il obtient son doctorat en 1939. Sa thèse porte sur les « Fondements constructivistes des mathématiques selon Borel et Brouwer ».
Il travaille comme professeur de mathématiques à la Highgate School puis à Dartington. Il enseigne ensuite les mathématiques dans les universités de Southampton (1942), Sheffield(1944) et Manchester (1946) et, en 1950, il obtient un poste permanent à Leicester.
Il se forme en sciences de l'éducation à Leicester (1953), puis en psychologie à Londres (1955). C'est là qu'il prend conscience de l'importance de la psychologie dans l'apprentissage des mathématiques et découvre que la pensée constructive précède chez l'enfant la pensée analytique. C'est à cette époque qu'il conçoit et expérimente son matériel éducatif. Il publie en 1959 Concept Formation and Personality et The Growth of Mathematical Concepts in children through Experience, puis, en 1960, Building up mathematics qui reçoit un accueil favorable dans l'univers des pédagogues en mathématiques. 
En 1961, il enseigne à Adélaïde, en Australie, où il obtient une chaire en psychologie. Il travaille un temps avec Jerome Bruner à Harvard et avec Jean Piaget à Genève. Il est le fondateur du Groupe d'étude international pour l'apprentissage des mathématiques et du Journal international d'apprentissage structurel.
En 1966, il est nommé directeur d'un nouveau centre de recherche en psycho-mathématiques à l'université de Sherbrooke au Canada. Il y travaille et y fait ses expériences jusqu'en 1978, tout en parcourant le monde (Angleterre, Australie, Nouvelle-Guinée, États-Unis, Canada, Allemagne, Italie, Chili, Argentine, Brésil, France, Espagne, Grèce). À la fermeture du centre de Sherbrooke, Dienes part quelque temps à Manitoba former des enseignants natifs et des élèves à l'université de Brandon. Puis il part pour l'Europe :  Angleterre, Allemagne, Italie où il crée une série de manuels scolaires.
En 1980, il achète une maison à Totnes, dans le Devon, où il passe une partie de l'année avec sa femme tout en travaillant dans les écoles du Devon. À partir du milieu des années 1980, il donne des conférences et présente des exposés en tant que maître de conférences honoraire à l'université d'Exeter.
Après sa retraite, il vit au Canada et enseigne à temps partiel à la faculté de formation des enseignants de l'université Acadia.

## Didacticien
Zoltán Dienes a présenté une théorie de l'apprentissage qui a eu un impact important dans le domaine didactique. Ses ouvrages Buildings in Mathematics (1960) et Thinking in structures (1965) ont influencé de nombreux enseignants dans les années 1970 et sont toujours un champ de recherches actuel. Il est fréquemment cité, aux côtés de Piaget, Freudenthal et Bruner quand on évoque les auteurs et théoriciens de l'enseignement des mathématiques.
La vision de Dienes concernant l'enseignement des mathématiques relève du concept d'embodiment : les expériences sensori-motrices de l'apprenant influent sur sa manière de penser. Il se place dans la lignée de didacticiens comme Maria Montessori, Georges Cuisenaire, Caleb Gattegno et est influencé par le structuralisme et la psychologie cognitive.
Pour Dienes, il s'agit de présenter les mathématiques sous une forme ludique, l'enfant apprenant par le jeu et les manipulations et l'étape de formalisation n'arrivant qu'à la toute fin. Il est convaincu que l'enfant est capable d'appréhender des concepts aussi abstraits que les structures par l'usage de ses sens et la pratique du jeu, de la danse et des arts.
Plus praticien que théoricien, il élabore des principes qui sont pour lui plus des guides de conduite que les fondements d'une théorie aboutie sur l'enseignement des mathématiques.
Parmi ces principes, on peut citer :
- Le principe dynamique : des activités structurées utilisant du matériel concret fournissent les expériences permettant d'appréhender les concepts mathématiques qui peuvent ensuite être réinvestis dans des activités mentales
- Le principe de constructivité : dans les activités structurées, la construction des concepts doit toujours précéder leur analyse
- Le principe de variabilité mathématique : les concepts mathématiques utilisant des variables doivent être appréhendés par de multiples expériences faisant intervenir un très grand nombre de variables
- Le principe de variabilité perceptuelle : pour saisir la nature d'un concept mathématique, il est nécessaire de l'introduire dans des expériences de formes très différentes, sur des objets de natures différentes, afin de présenter autant que possible d'équivalents perceptuels du même concept.

Dienes a distingué six étapes dans l'apprentissage des concepts,:
- Le jeu libre;
- Le jeu structuré;
- Le début de l'abstraction ou comment trouver dans plusieurs activités les invariants qui vont permettre d'appréhender le nouveau concept;
- La représentation à l'aide de graphiques, schémas, diagrammes;
- La description à l'aide d'un langage adapté;
- La démonstration, ou comment réinvestir le nouveau concept dans un jeu logique à but démonstratif.

Ses théories reçoivent un accueil favorable. Nombre d'enseignants sont séduits par ses idées, son optimisme et son enthousiasme. Durant les années 1960-1970, à une époque de renouveau sur l'enseignement des mathématiques et d'introduction des mathématiques modernes, il inspire les programmes scolaires au Québec, au Brésil, reçoit l'aval de la Commission Internationale pour l'étude et l'amélioration de l'enseignement des mathématiques (CIEAEM), d'André Revuz, alors directeur de l'IREM et de Nicole Picard, alors à la tête de Institut national de recherche pédagogique.
Cependant d'autres didacticiens, comme Guy Brousseau ou Stella Baruk portent un regard critique sur ses a priori, mettent en doute l'efficacité de sa méthode, soulignent que seuls les prosélytes sont capables de reproduire avec succès les expériences décrites, pointent du doigt le côté artificiel de croire qu'il suffirait de présenter plusieurs situations pour que l'élève découvre tout seul le concept sous-jacent et analysent des retours d'expériences montrant la difficulté des pédagogues pour que leurs élèves découvrent de la bonne façon les concepts qu'ils ont tenté d'introduire par le biais de jeux. Guy Brousseau parle d'« Effet Dienes » pour le travers, pour un enseignant, de se croire dispensé de tout effort didactique quand il se fie trop à une méthode réputée psychologiquement efficace.

## Outils pédagogiques

### Blocs multibases
Son outil pédagogique le plus connu au niveau international est le " Dienes Multibase Arithmetic Blocks ", qui s'inspire de la difficulté d'apprendre la numération positionnelle : " comment un enfant pourrait-il apprendre ce qu'est le système décimal s'il ne connaît pas des systèmes de numération dans d'autres bases ? ".

### Blocs logiques
La version la plus courante du jeu logique nommé d'après Zoltán Dienes en Hongrie est constituée de plaques géométriques (carré, triangle, cercle rectangle), qui peuvent être bleues, rouges ou jaunes, petites ou grandes, fines ou épaisses. Avec ces blocs logiques, de nombreuses activités ludiques peuvent être organisées, ce qui peut constituer une excellente base pour acquérir de l'expérience sur les ensembles et la logique.

## Vie privée
Pál Zoltán Dienes est issu de la vaste famille Dienes de Mera, dont de nombreux membres sont devenus célèbres. Ses parents sont Pál Dienes (en) (1882-1952), mathématicien-poète, et Valéria Dienes (Geiger) (1879-1978), philosophe, traductrice, chorégraphe, artiste du mouvement, pédagogue de la danse, créatrice de la théorie de la danse (orchestique) ( son nom est conservé, entre autres, par l'école primaire de Szekszárdon) .
Il a épousé en 1938 son amie d'enfance, Tessa Cooke, avec laquelle il a eu cinq enfants : Corin (aujourd'hui Jasmine), Nigel, Jancis, Sorrel (aujourd'hui Sarah) et Bruce. Il a plusieurs petits-enfants et arrière-petits-enfants.
Profondément religieux, il a rejoint les Quakers en 1952, où il a assumé diverses fonctions religieuses. Il a également visité des églises baptistes. Beaucoup de ses poèmes contiennent des recherches sur le mysticisme et le dessein divin de l'homme. Il a essayé de traduire les Évangiles, le Livre de l'Apocalypse et une partie de la lettre de Paul aux Romains en vers classiques.
Dienes parlait couramment le hongrois, l'anglais, le français, l'allemand et l'italien, et était capable d'échanger dans de nombreuses autres langues. Humaniste, il aimait la musique, le chant, les beaux-arts et la nature et pratiquait la randonnée, le ski de fond et la natation.

## Publications
Dienes a beaucoup publié, même après l'âge de quatre-vingt-dix ans, notamment des articles techniques, du matériel pédagogique, plus de 30 livres, dont une autobiographie et un recueil de poèmes. Parmi ceux-ci, beaucoup ont donné lieu à des comptes-rendus de lecture . On peut citer, entre autres, 
- 1959 (en) The growth of mathematical concepts in children through experience
- 1960 (en) Building up Mathematics (traduit en français sous le titre de Construction des mathématiques)
- 1963 (en) An Experimental Study of Mathematics Learning
- 1965 (en) Thinking in Structures, avec M A Jeeves
- 1965 (en) Modern Mathematics for Young Children, avec E.W. Golding (traduit en français sous le titre de La Mathématique moderne dans l'enseignement primaire)
- 1966 (en) Sets, Numbers and Powers, avec E.W. Golding (traduit en français sous le titre de Les premiers pas en mathématiques : ensembles, nombres et puissances)
- 1966 (en) Exploration of Space and Practical Measurement, avec E.W. Golding (traduit en français sous le titre de  Les premiers pas en mathématiques :exploration de l'espace et pratique de la mesure)
- 1966 (en) Learning Logic, Logical Games (traduit en français sous le titre de Les premiers pas en mathématiques : logique et jeux logiques)
- 1967 (en) Geometry through transformations, avec E.W. Golding (traduit en français sous le titre de La géométrie des transformations)
- 1970 Les six étapes du processus d'apprentissage en mathématique.
- 1973 (en) Mathematics through the senses, games, dance and art
- 1976 (en) Relations and Functions
- 1989 (hu) Dienes professzor játékai (Les jeux du professeur Dienes)
- 1999 (en) Memoirs of a Maverick Mathematician
- 2000 (en) Calls from the past (recueil de poèmes)
- 2009 (en) A Concrete Approach to the Architecture of Mathematics - Collected papers of Zoltan P Dienes

## Récompenses
Dans les années 1980, les universités de Sienne en Italie, de Caen en France, du Nouveau-Brunswick au Canada, et en 1995 l'Université d'Exeter lui décernent un doctorat honorifique. En 2003, il a été nommé membre spécial du Groupe d'étude sur l'enseignement canadien des mathématiques.
En 2009, la Faculté d'éducation des adultes et de développement des ressources humaines de l'Université de Pécs a décerné à Zoltán Dienes un doctorat honorifique, qu'il a reçu à l'Université de Wolfville au Canada.

## Sources
- Sophie Bérubé (trad), « Nécrologie de Zoltan Dienes », sur zoltandienes.com, 2014
- (en) Bharath Sriraman, Mathematics Education and the Legacy of Zoltan Paul Dienes, Université du Montana, 2008
- (en) John J. O'Connor et Edmund F. Robertson, « Zoltán Pál Dienes », sur MacTutor, université de St Andrews.
- Francine Hudon-Trudel, Effets d'un traitement de type Readiness sur la maturité pour l'arithmétique élémentaire chez des enfants d'âge préscolaire (Thèse), Dépôt institutionnel de l'université du Québec à Trois-Rivieres, 1978 (lire en ligne)
- (en) Andras G. Benedek, Embodied Conceptions of Mathematical Understanding in the Twentieth Century: the emergence of Zoltan P. Dienes’s principles and their origin, Research Centre for the Humanities, Hungarian Academy of Sciences, Budapest, Hungary, 2018 (lire en ligne)
- (en) Bharath Sriraman et Lyn D. English, « On the teaching and learning of Dienes’ principles », International Reviews in Mathematics Education (ZDM), no 37(3),‎ 2005, p. 259-262 (lire en ligne)
- Stella Baruk, Échec et Maths, Éditions du Seuil, 1973